# Masskjutningen i El Paso 2019
Masskjutningen i El Paso 2019 förövades på morgonen (lokal tid) den 3 augusti 2019. Gärningsmannen dödade 22 och skadade ytterligare 24 personer. FBI utreder skjutningen som terrorism och möjligt hatbrott.
Den 21-årige Patrick Wood Crusius arresterades kort efter skjutningen. Polisen tror att den misstänkte publicerade ett vitt nationalistiskt, främlingsfientligt, manifest på sociala medier precis innan attacken. I inlägget uttrycktes inspiration av moskéattacken i Christchurch.